# Aprilovo (distrikt i Bulgarien, Stara Zagora)
Aprilovo (bulgariska: Априлово) är ett distrikt i Bulgarien.   Det ligger i kommunen Obsjtina Gălăbovo och regionen Stara Zagora, i den centrala delen av landet, 210 kilometer öster om huvudstaden Sofia.
Trakten runt Aprilovo består till största delen av jordbruksmark. Runt Aprilovo är det ganska glesbefolkat, med 40 invånare per kvadratkilometer.